# Punto fermo
Il punto fermo (.) (o brevemente punto) è il segno di interpunzione che indica nel discorso la pausa più lunga, pari solo a quella del punto interrogativo (?) e del punto esclamativo (!).

## Storia

### Antica origine greca
Il simbolo del punto deriva dalla punteggiatura greca introdotta da Aristofane di Bisanzio nel III secolo a.C. Nel suo sistema c'era una serie di punti la cui posizione ne determinava il significato.

#### stigmḕ teleía,stigmḕ mésēehypostigmḕ
Il punto alla fine di un pensiero o di un'espressione completata era contrassegnato da un punto alto ⟨˙⟩, chiamato stigmḕ telèia (in greco antico: στιγμὴ τελεία?) o "punto terminale". Il "punto centrale" ⟨·⟩, lo stigmḕ mésē (in greco antico: στιγμὴ μέση?), segnava una divisione in un pensiero che causa un respiro più lungo (essenzialmente un punto e virgola), mentre il punto basso ⟨.⟩, chiamato hypostigmḕ (in greco antico: ὑποστιγμή?)  ha segnato una divisione in un pensiero che provoca un respiro più breve (essenzialmente una virgola).

### Semplificazione medievale
In pratica, gli scribi usavano per lo più il punto terminale; gli altri caddero in disuso e furono poi sostituiti da altri simboli. Dal IX secolo in poi, il punto iniziò ad apparire come un segno basso (invece che alto), e quando iniziò la stampa nell'Europa occidentale, il punto inferiore era regolare e quindi universale.

## Utilizzo

### Italiano
In italiano, nella maggior parte dei casi, il punto serve a separare due sezioni di discorso contenenti idee fondamentalmente diverse, ovvero i periodi. Il punto utilizzato per chiudere un periodo è seguito da uno spazio, e la prima parola del periodo successivo inizia con la lettera maiuscola.
Il punto può anche servire come segno di abbreviazione, e in questo caso può trovarsi sia alla fine che al centro di una parola; due esempi per un caso e per l'altro sono ing. per ingegnere e prof.ssa per professoressa. Il punto di abbreviazione non richiede di essere seguito dalla maiuscola; non è seguito da uno spazio se si trova all'interno di una parola (prof.ssa Bianchi), ma è seguito da uno spazio se si trova alla fine di una sigla, eventualmente contenente altri punti di abbreviazione (ing. Mario Rossi; gli U.S.A. sono una federazione di 50 stati).

### Inglese
È normale nell'inglese nordamericano usare punti dopo le iniziali; ad esempio AA Milne, George W. Bush. L'uso britannico è meno rigoroso. Alcune guide di stile scoraggiano i punti dopo le iniziali. Tuttavia, vi è una tendenza generale e iniziative a compitare i nomi per esteso invece di abbreviarli per evitare ambiguità. In inglese britannico, sia per l'orologio a 12 o 24 ore, alcune guide di stile raccomandano il punto quando si legge l'ora, comprese quelle della BBC e di altre emittenti pubbliche nel Regno Unito, il manuale accademico pubblicato dalla Oxford University Press con vari titoli, così come il libro stile interno per l'Università di Oxford, e quello dei giornali The Guardian e The Times. L'inglese americano e canadese per lo più preferisce e usa i due punti (:) (cioè, 11:15 am/pm per AmE/CanE e 11:15am/pm o 11.15am/pm per BrE). Il punto come separatore di tempo viene utilizzato anche nell'inglese irlandese, in particolare dal Raidió Teilifís Éireann (RTÉ), e in misura minore in australiano, cipriota, maltese, neozelandese, sudafricano e altre varietà inglesi del Commonwealth al di fuori Canada. La pratica negli Stati Uniti e in Canada è di inserire punti e virgole tra virgolette nella maggior parte degli stili. Nel sistema britannico, chiamato anche "citazione logica", i punti e le virgole sono posti secondo il senso grammaticale. Ciò significa che quando fanno parte del materiale citato, dovrebbe essere posizionato all'interno, altrimenti dovrebbe essere all'esterno. Ad esempio, sono collocati all'esterno nei casi di parole-come-parole, titoli di opere in forma breve e frammenti di frasi citate.
- Bruce Springsteen, soprannominato "il Boss", ha eseguito "American Skin". (chiuso o all'americana)
- Bruce Springsteen, soprannominato "il Boss", eseguì "American Skin". (stile logico o britannico)
- Ha detto: "Amo la musica". (entrambi)

C'è qualche crossover nazionale. Lo stile americano è comune nella scrittura di narrativa britannica. Lo stile britannico è talvolta usato nell'inglese americano. Ad esempio, il Chicago Manual of Style lo consiglia per i campi in cui il posizionamento della virgola potrebbe influenzare il significato del materiale citato, come la linguistica e la critica testuale.
L'uso del posizionamento secondo il senso logico o grammaticale, o "convenzione logica", ora la pratica più comune in regioni diverse dal Nord America, stato sostenuto nell'influente libro The King's English di Fowler e Fowler, pubblicato nel 1906. Prior per l'influenza di questo lavoro, lo stile del tipografo o tipografo, o "convenzione chiusa", ora chiamato anche stile americano, era comune in tutto il mondo.

### Greco
Sebbene l'attuale punto greco (τελεία, teleía) sia romanizzato come punto latino e codificato in modo identico al punto in Unicode, lo storico punto in greco era un punto alto e il punto basso funzionava come una sorta di virgola, come notato sopra. Il punto basso fu usato sempre più, ma irregolarmente, per contrassegnare i punti dopo il IX secolo e fu completamente adattato dopo l'avvento della stampa.

### Armeno
L'alfabeto armeno usa il (վերջակետ, verdjaket). È simile ai due punti (:).

### Cinese
In cinese semplificato e giapponese, viene utilizzato un piccolo cerchio al posto di un punto pieno: "。︀" (U+3002 " Pulsante ideografico "). Il cinese tradizionale utilizza lo stesso simbolo centrato nella linea anziché allineato alla linea di base.

### Coreano
Il coreano usa il punto latino insieme alla sua scrittura nativa, mentre il vietnamita usa sia l'alfabeto latino che la punteggiatura.

### Devanagari
Nella scrittura Devanagari, usata per scrivere hindi e sanscrito tra le altre lingue indiane, una linea verticale ("।") (U+0964 "Devanagari Danda") è usata per segnare la fine di una frase. È conosciuto come poorna viraam (punto) in hindi e Daa`ri in bengalese. Alcune lingue indiane usano anche il punto, come Marathi. In Tamil, è conosciuto come mutrupulli, che significa punto finale.

### Singalese
In singalese, è conosciuto come kundaliya: "෴" (U+0DF4 "punteggiatura singalese Kunddaliya"). I periodi furono successivamente introdotti nella scrittura singalese dopo l'introduzione della carta a causa dell'influenza delle lingue occidentali.

### Urdu
Urdu usa il simbolo "۔" (U+06D4). È simile al carattere di sottolineatura (_).

### Ge'ez
Nella scrittura Ge'ez usata per scrivere l'amarico e molte altre lingue etiopi ed eritree, l'equivalente del punto che segue una frase è il ˈarat nettib "።", che significa quattro punti. I due punti a destra sono leggermente ascendenti dai due a sinistra, con uno spazio in mezzo.

### Scrittura scientifica e matematica
Secondo le convenzioni di scrittura del Sistema Internazionale, in italiano il punto non si usa per separare la parte intera dalla parte decimale di un numero (per il quale scopo si usa la virgola), ma può essere usato per raggruppare le cifre a blocchi di tre. Un esempio accettato è: 123.345,25 (centoventitremila trecentoquarantacinque virgola venticinque).

### Grafia e caratteri tipografici
Graficamente, il punto entra a far parte di diversi altri segni di punteggiatura: il punto esclamativo, così come il punto interrogativo e il punto e virgola, ne possiede uno, mentre i due punti e i puntini sospensivi ne adoperano rispettivamente due e tre.

### Informatica
In informatica il punto è spesso usato come delimitatore, ad esempio nel sistema di identificazione dei domini internet (DNS) e degli indirizzi IP:
it . wikipedia . org
document . txt
192 . 168 . 0 . 1
Nei sistemi operativi dei computer, il punto corrisponde al carattere Unicode e ASCII 46, o in esadecimale 0x2E.

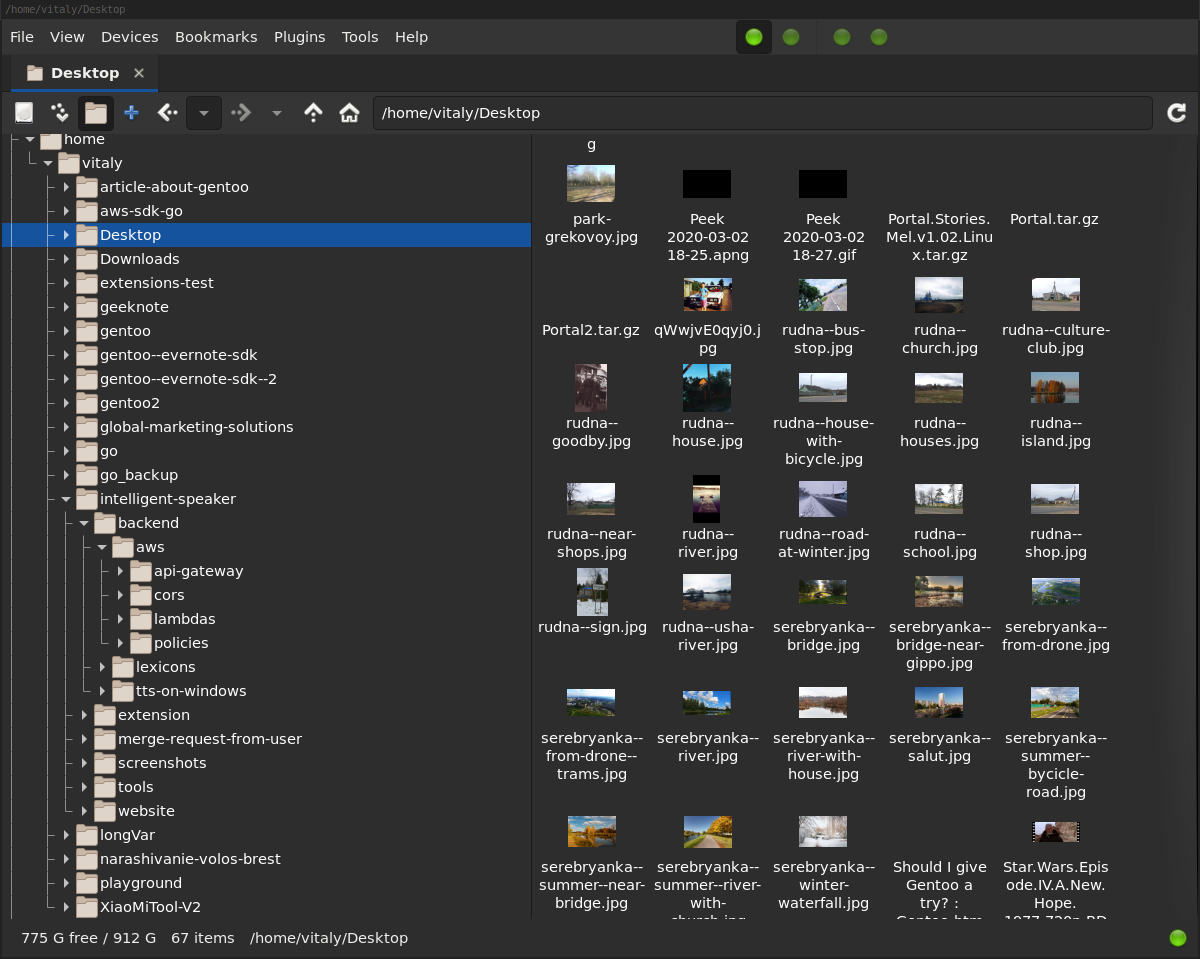
Esempio di uso del punto in informatica. Ogni file ha una diversa estensione, preceduta da un punto.

In molti linguaggi di programmazione costituisce un importante elemento della sintassi. Ad esempio nel C viene utilizzato per accedere agli elementi di una struct e nei linguaggi ad oggetti per accedere a un membro di una classe o di un oggetto.
Nei linguaggi Erlang, Prolog e Smalltalk definisce la fine di una "frase". In un'espressione regolare indica un carattere qualsiasi.
Nei file system spesso si usa il punto per separare il nome di un file dall'estensione.
Nei sistemi Unix e Windows il punto rappresenta la directory attuale o di lavoro. Due punti ("..") rappresentano la directory "padre", o di un livello "sopra".
Nei fogli di stile il punto indica l'elemento o gli elementi aventi una classe dichiarata ad essi.

### Telegrafia
Il termine STOP è stato utilizzato nei telegrammi al posto del punto. La fine di una frase sarebbe contrassegnata da STOP; il suo uso "nelle comunicazioni telegrafiche è stato notevolmente aumentato durante la guerra mondiale, quando il governo lo ha impiegato ampiamente come precauzione contro i messaggi confusi o fraintesi, a causa della posizione errata o dell'emissione [ sic ] del puntino o punto fermo "."